# Micconemertes orientalis
Micconemertes orientalis är en djurart som tillhör fylumet slemmaskar, och som beskrevs av Gibson 1997. Micconemertes orientalis ingår i släktet Micconemertes och familjen Lineidae. Inga underarter finns listade i Catalogue of Life.